# Finale Europees kampioenschap voetbal 2020
De finale van het Europees kampioenschap voetbal 2020 werd gespeeld op zondag 11 juli 2021 in het Wembley Stadium in Londen (Engeland) tussen Italië en Engeland. Na doelpunten van Luke Shaw en Leonardo Bonucci in de reguliere speeltijd won Italië met 3–2 in de strafschoppenserie. Italië nam de titel over van Portugal, dat in 2016 de finale in de verlenging won van Frankrijk. Italië belandde in de finale door in de halve finales de strafschoppenserie te winnen na een 1–1 gelijkspel tegen Spanje. Engeland won in de halve finales in de verlenging met 2–1 van Denemarken. Deze slotwedstrijd van het EK werd gefloten door Björn Kuipers. Voorafgaand aan de wedstrijd vond de slotceremonie plaats.

## Weg naar de finale
| Pos | Team                  | Wed | Ptn |
| --- | --------------------- | --- | --- |
| 1   | Italië                | 10  | 30  |
| 2   | Finland               | 10  | 18  |
| 3   | Griekenland           | 10  | 14  |
| 4   | Bosnië en Herzegovina | 10  | 13  |
| 5   | Armenië               | 10  | 10  |
| 6   | Liechtenstein         | 10  | 2   |

| Pos | Team       | Wed | Ptn |
| --- | ---------- | --- | --- |
| 1   | Engeland   | 8   | 21  |
| 2   | Tsjechië   | 8   | 15  |
| 3   | Kosovo     | 8   | 11  |
| 4   | Bulgarije  | 8   | 6   |
| 5   | Montenegro | 8   | 3   |

| Pos | Team        | Wed | Ptn |
| --- | ----------- | --- | --- |
| 1   | Italië (G)  | 3   | 9   |
| 2   | Wales       | 3   | 4   |
| 3   | Zwitserland | 3   | 4   |
| 4   | Turkije     | 3   | 0   |

| Pos | Team          | Wed | Ptn |
| --- | ------------- | --- | --- |
| 1   | Engeland (G)  | 3   | 7   |
| 2   | Kroatië       | 3   | 4   |
| 3   | Tsjechië      | 3   | 4   |
| 4   | Schotland (G) | 3   | 1   |

## Teams voorafgaand aan de finale

### Italië
Italië nam voor een tiende maal deel aan de eindronde van het Europees kampioenschap. De enige keer dat Italië hiervoor kampioen werd, was bij de eerste deelname, op het EK 1968. In de finale won Italië in een replay van Joegoslavië. De eerstvolgende deelname was in eigen land, op het EK 1980. Italië werd ditmaal vierde. Op het EK 1988 behaalde Italië opnieuw de halve finales, waarin ze werden uitgeschakeld door de Sovjet-Unie. Vanaf het EK 1996 was Italië een vaste deelnemer op EK's. In 1996 werd Italië nog in de groepsfase uitgeschakeld, maar vier jaar later, op het EK 2000 bereikte Italië de finale. Frankrijk ging er echter met de eindzege vandoor. Op het EK 2004 strandde Italië al in de groepsfase en op het EK 2008 was de kwartfinale tegen Spanje het eindstation. Op het EK 2012 verloor Italië de eindstrijd van datzelfde Spanje. Op het EK 2016 ging het in een strafschoppenreeks mis tegen Duitsland. Voorafgaand aan het EK 2020 bezat Italië de zevende plaats op de FIFA-wereldranglijst, waarmee het het zesde Europese land en EK-deelnemer op die lijst was. De zevende plaats was veertien plaatsen hoger dan de 21ste plaats, die Italië bezat na afloop van het WK 2018, waarvoor Italië zich niet kwalificeerde.
Italië werd ongeslagen groepswinnaar in Groep J met Finland, Griekenland, Bosnië en Herzegovina, Armenië en Liechtenstein bij de kwalificatie voor het EK. Op het hoofdtoernooi kwam Italië terecht in Groep A, een groep waarin drie wedstrijden in Rome plaatsvonden. Bij de loting op 30 november 2019 werd bekendgemaakt dat Italië het in Groep A zou gaan opnemen tegen Zwitserland, Turkije en Wales. Italië speelde de openingswedstrijd in het Stadio Olimpico tegen Turkije. Italië gaf nauwelijks kansen weg en kwam in de 53ste minuut zelf op voorsprong met een eigen doelpunt van Merih Demiral na een pass van Domenico Berardi. Doelpunten van Ciro Immobile en Lorenzo Insigne bezorgden Italië een 0–3 zege. In de tweede wedstrijd nam Italië het op tegen Zwitserland. Een vroeg doelpunt van aanvoerder Giorgio Chiellini, die even later geblesseerd afhaakte, werd afgekeurd wegens hands. Later in de eerste helft opende Manuel Locatelli wel de score voor Italië, na een dribbel en een pass van Berardi. In de tweede helft scoorde Manuel Locatelli opnieuw, met een schot van buiten het strafschopgebied. De wedstrijd werd in de 89ste minuut beslist met een afstandsschot van Ciro Immobile. Door deze 3–0 overwinning verzekerde Italië zich met nog een wedstrijd te gaan van een plaats in de achtste finales. De laatste groepswedstrijd tegen Wales ging daardoor om de groepswinst. Italië won de groep ook, want met een reserveteam won Italië met 1–0 door een doelpunt van Matteo Pessina uit een vrije trap van Marco Verratti.
In de achtste finales trof Italië Oostenrijk, de nummer 2 van Groep C, op Wembley. Italië had meer moeite met de nummer 2 van Groep C dan in haar groepswedstrijden. Immobile leek de score te openen in de eerste helft, maar hij schoot van afstand op de paal. In de 67ste minuut leek Oostenrijk via Marko Arnautović op voorsprong te komen, maar zijn kopgoal werd afgekeurd wegens buitenspel. Er was een verlenging nodig om het duel te beslissen. In het eerste deel van de verlenging kwam Italië op voorsprong. Federico Chiesa passeerde Daniel Bachmann na een borstaanname. Pessina verdubbelde nog in dezelfde helft van de verlenging de score. In de 114de minuut maakte Saša Kalajdžić de aansluitingstreffer voor Oostenrijk, maar Italië speelde de wedstrijd uit, waardoor zij zich plaatsten voor de kwartfinales in München, waarin België de tegenstander was. Italië domineerde in deze wedstrijden en Leonardo Bonucci dacht in de dertiende minuut te scoren. De VAR keurde dit doelpunt echter af wegens buitenspel. Italië kwam in de 31ste minuut alsnog op voorsprong, dankzij een doelpunt van Nicolò Barella. Italië kwam in de 44ste minuut op een 2–0 voorsprong na een gekruld afstandsschot van Lorenzo Insigne. Nog voor de rust deed Romelu Lukaku vanaf de penaltystip wat terug voor de Belgen. Diezelfde Lukaku was in de tweede helft dichtbij de gelijkmaker, maar er werd niet meer gescoord. Wel raakte Leonardo Spinazzola geblesseerd. De laatste horde voor de finale voor Italië was Spanje. Italië had minder balbezit, maar maakte na een uur spelen via Federico Chiesa wel het openingsdoelpunt van de wedstrijd. Tien minuten voor het einde van de reguliere speeltijd maakte Álvaro Morata gelijk na een combinatie met Dani Olmo. In de verlenging werd niet gescoord en dus moest het duel met een strafschoppenserie beslist worden. Manuel Locatelli miste de eerste penalty, maar vervolgens miste ook Dani Olmo vanaf elf meter. Belotti, Gerard Moreno, Leonardo Bonucci, Thiago Alcántara en Bernardeschi waren wel succesvol vanaf de penaltystip, voordat Álvaro Morata faalde. Jorginho schoot de beslissende penalty binnen, waardoor Italië zich plaatste voor de finale.

### Engeland
Engeland nam op het EK 1968 voor het eerst deel aan een eindronde van een EK en eindigde toen op de derde plaats. Voor het EK 1980 had Engeland zich opnieuw geplaatst. Ditmaal werd Engeland al in de groepsfase uitgeschakeld. Ook op het EK 1988 en het EK 1992 werd Engeland al vroegtijdig uitgeschakeld. Op het EK 1996 in eigen land werd Engeland in de halve finales met een strafschoppenserie uitgeschakeld door Duitsland. Op het EK 2000 werd Engeland weer uitgeschakeld in de groepsfase. Op het EK 2004 overleefden zij de groepsfase, maar werden zij in de kwartfinales na een strafschoppenserie uitgeschakeld door Portugal. Er werd geen kwalificatie afgedwongen voor het EK 2008. Op het EK 2012 werd Engeland opnieuw verslagen met een strafschoppenreeks. Ditmaal won Italië in de kwartfinales. Op het EK 2016 was de achtste finale tegen IJsland het eindstation. Voorafgaand aan het EK bezat Engeland de vierde plaats op de FIFA-wereldranglijst, waarmee Engeland het derde best geklasseerde Europese team op die ranglijst was. De vierde plaats was twee plaatsen hoger dan de zesde plaats die Engeland bezat na het WK 2018, waarop Engeland de vierde plaats bereikte.
Bij de kwalificatie voor het EK werd Engeland groepswinnaar in Groep A, met Tsjechië, Kosovo, Bulgarije en Montenegro en verloor Engeland enkel de uitwedstrijd tegen het eerstgenoemde land. Op het hoofdtoernooi belandde Engeland in Groep D, waarin drie wedstrijden in Londen gespeeld werden. Bij de loting van 30 november 2019 werd bekendgemaakt dat Engeland in die groep vergezeld werd door Kroatië, Tsjechië en de winnaar van de play-off van divisie C van de Nations League, wat later Schotland bleek te zijn. Engeland opende haar EK met een ontmoeting met Kroatië, dat Engeland in de halve finales van het WK 2018 uitschakelde. Nadat een schot van Phil Foden op de paal belandde, opende Raheem Sterling in de 57ste minuut de score na een pass van Kalvin Phillips. Dit bleek het enige doelpunt van de wedstrijd te zijn. In de tweede speelronde stond een derby tegen Schotland op de planning. John Stones kopte de bal op de paal en Reece James kopte de bal vlak voor de doellijn weg, maar er werd niet gescoord. Voorafgaand aan de derde groepswedstrijd, tegen Tsjechië, was Engeland al zeker van een plaats in de achtste finales. Sterling raakte al vroeg in de wedstrijd de paal, maar scoorde even later wel met een kopbal na een voorzet van Jack Grealish. Later in de wedstrijd vond enkel Jordan Henderson het net, maar hij stond buitenspel. Door de 0–1 zege werd Engeland groepswinnaar in Groep D.
In de eerste ronde van de knock-outfase speelde Engeland opnieuw in haar eigen hoofdstad. Ditmaal was Duitsland, de nummer 2 van Groep F, de tegenstander. In de eerste helft werd niet gescoord. De beste poging in de eerste drie kwartier was een afstandsschot van Sterling, die in de 75ste minuut zijn derde doelpunt van het toernooi maakte door de bal in het doel te schieten na een voorzat van Luke Shaw. Een paar minuten later belandde een poging van Thomas Müller vlak naast het doel. In de 85ste minuut kopte aanvoerder Harry Kane op aangeven van Grealish de 2–0 binnen. Na deze 2–0 zege op de rivaal Duitsland was Oekraïne Engelands tegenstander in de kwartfinale in Rome. Al in de vierde minuut was Kane verantwoordelijk voor de eerste treffer van de wedstrijd na een steekpass van Sterling. 1–0 was ook de ruststand. Die ruststand werd snel na de rust verdubbeld met een kopbal van Harry Maguire uit een vrije trap van Shaw. Diezelfde Shaw gaf vier minuten later opnieuw een assist, ditmaal voor een kopbal van Kane. In de 63ste minuut werd de marge nog groter toen Henderson zijn eerste interlanddoelpunt binnenkopte uit een hoekschop van Mason Mount. Dat was het laatste doelpunt van de avond en dus stond Engeland in de halve finales van het EK. In de tweede halve finale stond Engeland tegenover Denemarken. In de dertigste minuut incasseerde Engeland het eerste doelpunt van haar toernooi. Mikkel Damsgaard schoot raak bij een vrije trap. In de 39ste minuut kwam Engeland op gelijke hoogte na een eigen doelpunt van Simon Kjær, nadat Bukayo Saka Sterling probeerde te bereikten. Vlak voor dat doelpunt redde Kasper Schmeichel op een poging van Sterling. In de tweede helft bleef de score 1–1 en dus was er een verlenging nodig om het duel te beslissen. Vlak voor de rust van de verlenging kreeg Engeland een strafschop nadat Sterling naar de grond ging. De strafschop van Kane werd gered door Schmeichel, maar Kane zette Engeland in de rebound wel op voorsprong. Dat bleek het winnende doelpunt te zijn en dus stond Engeland voor het eerst in de historie in een EK-finale.

## Interlands

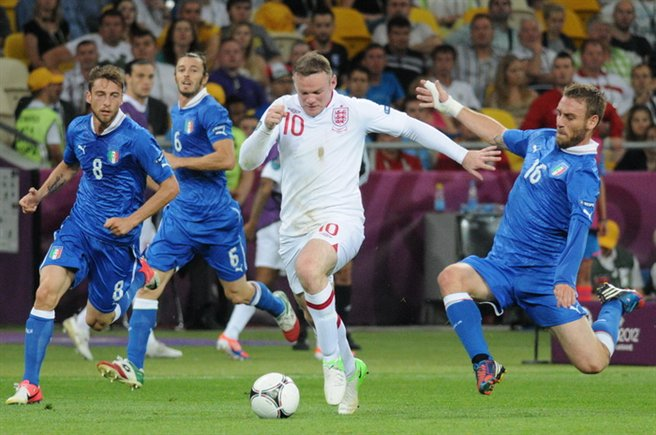
De ontmoeting tussen Engeland en Italië op het EK 2012.

Voorafgaand aan deze wedstrijd ontmoetten Italië en Engeland elkaar al 27 keer. Van die 27 wedstrijden werden er 10 gewonnen door Italië. Engeland zegevierde achtmaal en negen keer eindigde het duel onbeslist. In deze wedstrijden scoorde Italië 31 maal en was Engeland 33 keer trefzeker. De eerste ontmoeting tussen beide landen vond plaats op 13 mei 1933 in Rome. Giovanni Ferrari en Cliff Bastin scoorden bij een 1–1 gelijkspel. De meest recente ontmoeting voor de EK-finale vond plaats op 27 maart 2018 in Londen. Ook in deze ontmoeting scoorden beide teams één keer. Ditmaal stonden de namen van Jamie Vardy en Lorenzo Insigne op het scorebord.
Twee keer eerder troffen deze teams elkaar op een Europees kampioenschap. In de groepsfase van het EK 1980 maakte Marco Tardelli het enige doelpunt. Er werd niet gescoord in de kwartfinale van het EK 2012. Italië ging door na een strafschoppenserie. Ook op het wereldkampioenschap speelden Italië en Engeland twee keer eerder tegen elkaar en ook op dat podium won Italië beide vorige wedstrijden. Op het WK 1990 won Italië met 2–1 in de strijd om de derde plaats. In de groepsfase van het WK 2014 won Italië opnieuw met 2–1.

## Scheidsrechter

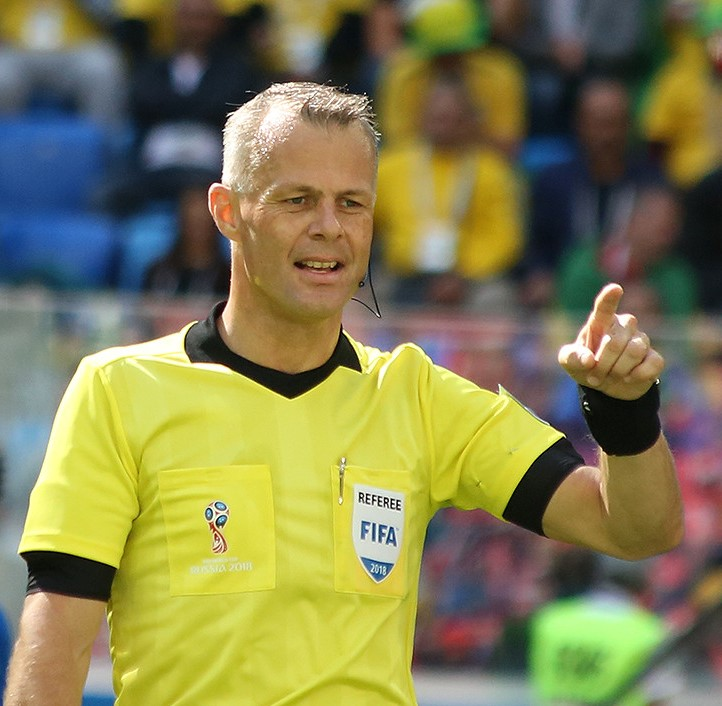
Björn Kuipers

Op 8 juli 2021 maakte de Europese voetbalbond UEFA bekend dat Björn Kuipers de finale zal leiden, waarmee hij de eerste Nederlander werd die een EK-finale floot. Sander van Roekel en Erwin Zeinstra zullen zijn assistenten zijn. Juan Carlos Yuste Jiménez is de reserve-assistent-scheidsrechter. De Spanjaard Carlos del Cerro Grande werd aangewezen als vierde official en de Duitser Bastian Dankert leidde het VAR-team. Zijn assistenten zullen de Nederlander Pol van Boekel en de Duitsers Christian Gittelmann en Marco Fritz zijn.
Eerdere UEFA-finales die Kuipers floot waren van de UEFA Super Cup in 2011, de Europa League in 2013, de Champions League in 2014 en de Europa League in 2018. Eerder op het EK 2020 leidde Kuipers de wedstrijden tussen Denemarken en België (Groep B, 1–2), Slowakije en Spanje (Groep E, 0–5) en Tsjechië en Denemarken (kwartfinale, 1–2). In deze wedstrijden deelde hij in totaal tien gele kaarten uit en gaf hij één strafschop. Eerder in zijn carrière leidde Kuipers al vier wedstrijden van Italië en drie wedstrijden van Engeland, waaronder de ontmoeting tussen deze landen op het WK 2014.

## Wedstrijdgegevens
|                                                             |                                               |                         |                                   | |
| 11 juli 2021 «onderlinge duels» 21:00 (UTC+2) 20:00 (UTC+1) | Italië                                        | 1 – 1 (n.v.) 3 – 2 pen. | Engeland                          | Stadion: Wembley Stadium, Londen Toeschouwers: 67.173 Scheidsrechter: Björn Kuipers Assistenten: Sander van Roekel Assistenten: Erwin Zeinstra Vierde official: Carlos del Cerro Grande Vijfde official: Juan Carlos Yuste Jiménez Video-assistent: Bastian Dankert AVAR 1: Pol van Boekel AVAR 2: Christian Gittelmann AVAR 3: Marco Fritz |
| 11 juli 2021 «onderlinge duels» 21:00 (UTC+2) 20:00 (UTC+1) | Bonucci 67'                                   | verslag (UEFA)          | 2' Shaw                           | Stadion: Wembley Stadium, Londen Toeschouwers: 67.173 Scheidsrechter: Björn Kuipers Assistenten: Sander van Roekel Assistenten: Erwin Zeinstra Vierde official: Carlos del Cerro Grande Vijfde official: Juan Carlos Yuste Jiménez Video-assistent: Bastian Dankert AVAR 1: Pol van Boekel AVAR 2: Christian Gittelmann AVAR 3: Marco Fritz |
| 11 juli 2021 «onderlinge duels» 21:00 (UTC+2) 20:00 (UTC+1) | Strafschoppen                                 |                         |                                   | Stadion: Wembley Stadium, Londen Toeschouwers: 67.173 Scheidsrechter: Björn Kuipers Assistenten: Sander van Roekel Assistenten: Erwin Zeinstra Vierde official: Carlos del Cerro Grande Vijfde official: Juan Carlos Yuste Jiménez Video-assistent: Bastian Dankert AVAR 1: Pol van Boekel AVAR 2: Christian Gittelmann AVAR 3: Marco Fritz |
| 11 juli 2021 «onderlinge duels» 21:00 (UTC+2) 20:00 (UTC+1) | Berardi Belotti Bonucci Bernardeschi Jorginho |                         | Kane Maguire Rashford Sancho Saka | Stadion: Wembley Stadium, Londen Toeschouwers: 67.173 Scheidsrechter: Björn Kuipers Assistenten: Sander van Roekel Assistenten: Erwin Zeinstra Vierde official: Carlos del Cerro Grande Vijfde official: Juan Carlos Yuste Jiménez Video-assistent: Bastian Dankert AVAR 1: Pol van Boekel AVAR 2: Christian Gittelmann AVAR 3: Marco Fritz |
|                                                             |                                               |                         |                                   | |

| Italië | Engeland |

| Italië:         |    |                       |         |
|                 |    |                       |         |
| DM              | 21 | Gianluigi Donnarumma  |         |
| RV              | 02 | Giovanni Di Lorenzo   |         |
| CV              | 19 | Leonardo Bonucci      | 55'     |
| CV              | 03 | Giorgio Chiellini     | 90+6'   |
| LV              | 13 | Emerson               | 118'    |
| CM              | 18 | Nicolò Barella        | 47' 54' |
| CM              | 08 | Jorginho              | 114'    |
| CM              | 06 | Marco Verratti        | 96'     |
| RB              | 14 | Federico Chiesa       | 86'     |
| SP              | 17 | Ciro Immobile         | 55'     |
| LB              | 10 | Lorenzo Insigne       | 84' 91' |
| Wisselspelers:  |    |                       |         |
| DM              | 01 | Salvatore Sirigu      |         |
| DM              | 26 | Alex Meret            |         |
| VD              | 15 | Francesco Acerbi      |         |
| VD              | 23 | Alessandro Bastoni    |         |
| VD              | 24 | Alessandro Florenzi   | 118'    |
| VD              | 25 | Rafael Tolói          |         |
| MV              | 05 | Manuel Locatelli      | 96'     |
| MV              | 12 | Matteo Pessina        |         |
| MV              | 16 | Bryan Cristante       | 54'     |
| AV              | 09 | Andrea Belotti        | 91'     |
| AV              | 11 | Domenico Berardi      | 55'     |
| AV              | 20 | Federico Bernardeschi | 86'     |
| Coach:          |    |                       |         |
| Roberto Mancini |    |                       |         |

| Engeland:        |    |                       |          |
|                  |    |                       |          |
| DM               | 01 | Jordan Pickford       |          |
| RV               | 12 | Kieran Trippier       | 70'      |
| CV               | 02 | Kyle Walker           | 120'     |
| CV               | 05 | John Stones           |          |
| CV               | 06 | Harry Maguire         | 106'     |
| LV               | 03 | Luke Shaw             |          |
| CM               | 14 | Kalvin Phillips       |          |
| CM               | 04 | Declan Rice           | 74'      |
| RB               | 19 | Mason Mount           | 99'      |
| SP               | 9  | Harry Kane            |          |
| LB               | 10 | Raheem Sterling       |          |
| Wisselspelers:   |    |                       |          |
| DM               | 13 | Aaron Ramsdale        |          |
| DM               | 23 | Sam Johnstone         |          |
| VD               | 15 | Tyrone Mings          |          |
| VD               | 16 | Conor Coady           |          |
| VD               | 24 | Reece James           |          |
| MV               | 07 | Jack Grealish         | 99'      |
| MV               | 08 | Jordan Henderson      | 74' 120' |
| MV               | 26 | Jude Bellingham       |          |
| AV               | 11 | Marcus Rashford       | 120'     |
| AV               | 17 | Jadon Sancho          | 120'     |
| AV               | 18 | Dominic Calvert-Lewin |          |
| AV               | 25 | Bukayo Saka           | 70'      |
| Coach:           |    |                       |          |
| Gareth Southgate |    |                       |          |

Man van de wedstrijd:
 Leonardo Bonucci

### Statistieken[5]
|                      | Italië | Engeland |
| -------------------- | ------ | -------- |
| Doelpunten           | 1      | 1        |
| Gele kaarten         | 5      | 1        |
| Rode kaarten         | 0      | 0        |
| Wissels              | 6      | 5        |
| Schoten op doel      | 6      | 1        |
| Schoten naast doel   | 9      | 4        |
| Overtredingen        | 21     | 13       |
| Hoekschoppen         | 3      | 5        |
| Buitenspel           | 5      | 1        |
| Passes               | 758    | 340      |
| Geslaagde passes (%) | 91     | 78       |
| Balbezit (%)         | 61     | 39       |

## Trivia
- Voorafgaand aan de finale schreef Elizabeth II, de koningin van o.a. het Verenigd Koninkrijk, een brief aan Gareth Southgate, de bondscoach van Engeland, waarin zij de Engelse ploeg succes wenste. Ook Boris Johnson, de premier van het Verenigd Koninkrijk, wenste de Engelse selectie succes met een boodschap.[6]
- Onder anderen de Italiaanse president Sergio Mattarella, de premier van het Verenigd Koninkrijk Boris Johnson, Prins William, zijn vrouw Catherine Middleton en hun zoon George, bezochten de wedstrijd.
- Italië won haar tweede EK, 53 jaar nadat Italië het toernooi al in 1968 won. Nooit eerder was de periode tussen twee gewonnen Europese kampioenschappen zo lang.
- Dit was de tweede EK-finale die met een strafschoppenserie werd beslist. In 1976 won Tsjecho-Slowakije op strafschoppen van West-Duitsland.
- Het doelpunt van Luke Shaw, zijn eerste interlanddoelpunt, was het snelste doelpunt ooit in een EK-finale en het op vier na snelste doelpunt ooit op een EK-eindronde.[7]
- Leonardo Bonucci werd met zijn gelijkmaker de oudste doelpuntenmaker in een EK-finale ooit.